# 秦州 (南梁)
西兖州，後改為秦州，中国南朝梁时设置的州。

## 沿革
南朝梁大寶元年（550年），割南兗州之秦郡置西兖州，治六合縣（今江蘇省南京市六合區）。不久即改西兖州為秦州。
北齊天保六年（555年），佔領秦州，分秦郡置瓦梁郡。至此，秦州領二郡：秦郡、瓦梁郡。
南朝陳太建五年（573年），佔領秦州，廢州，併瓦梁郡入秦郡，以秦郡屬南譙州。

## 長官
南梁秦州刺史（－555年）
- 嚴超達（554年見任）[3]
- 徐嗣輝（？－555年）[4]

北齊秦州刺史（555年－573年）
- 徐嗣輝（555年－？）[5]
- 宋嵩
- 源彪（？－571年）[6]